# Maurício Galba
Maurício Galba (em italiano: Maurizio Galbiao; em latim: Mauricius Galba) foi o sétimo tradicional mas quinto histórico Doge de Veneza, de 764 até à sua morte, em 787. Foi o primeiro grande doge, que reinou durante 22 anos e encaminhou Veneza para a consolidação da independência e êxito.
Maurício foi eleito doge numa época na qual se elegiam anualmente dois tribunos para controlar o poder ducal. O seu predecessor tinha pertencido à fação pró-lombarda, mas Maurício era um homem rico da pró-bizantina Eraclea. Opunha-se tanto à forte fação republicana, que advogava uma independência de facto, como a pró-franca e a pró-lombarda. Recebeu os títulos de mestre dos soldados (magister militum) e hípato das mãos do imperador bizantino Leão IV, o Cazar.
O rei lombardo Desidério, motivado pela aliança entre o papado e o rei franco Carlos Magno e o forte apoio dos clérigos a uma hegemonia franca em Veneza, devastou os estados papais e a Ístria, chegando mesmo a capturar o filho do doge Galba. Através do papa, Maurício enviou embaixadores a Carlos Magno e o seu filho foi libertado. Maurício fez então a primeira de muitas tentativas posteriores de criar um ducado hereditário quando, em 778, declarou o seu filho segundo doge. Maurício obteve do imperador bizantino consentimento para este último ato. 
Durante os últimos onze anos do mandato de Maurício, os venezianos expandiram-se permanentemente pelas ilhas do Rialto. Na pequena ilha de Olivolo (hoje Castello), reconsagrou a igreja de Sérgio e Baco bem como a de San Pietro di Castelo, que foi elevada ao nível episcopal e convertida em catedral de Veneza. Um feito destacado de seu mandato foi a expulsão da Pentápole italiana dos mercadores venezianos por traficar com escravos e eunucos. 
Maurício foi evidentemente sucedido pelo seu filho. O seu apelido, Galba, vem da sua reputada descendência do imperador romano Galba. 